# Erschmatt
Erschmatt ist eine Pfarrgemeinde des Dekanats Leuk und ein Ortsteil von Leuk im deutschsprachigen Teil des Kantons Wallis in der Schweiz.
Bis 31. Dezember 2012 war Erschmatt eine politische Gemeinde des Bezirks Leuk. Die Gemeinde schloss sich am 1. Januar 2013 der Gemeinde Leuk an.

## Geographie
Erschmatt liegt in den Leuker Sonnenbergen auf dem trockenen Südhang des Walliser Haupttales. Zur ehemaligen Gemeinde gehört der Weiler Brentschen (1542 m).

## Bevölkerung
| Bevölkerungsentwicklung | Bevölkerungsentwicklung | Bevölkerungsentwicklung | Bevölkerungsentwicklung | Bevölkerungsentwicklung | Bevölkerungsentwicklung | Bevölkerungsentwicklung |
| ----------------------- | ----------------------- | ----------------------- | ----------------------- | ----------------------- | ----------------------- | ----------------------- |
| Jahr                    | 1802                    | 1850                    | 1900                    | 1950                    | 2000                    | 2012                    |
| Einwohner               | 180                     | 194                     | 323                     | 267                     | 302                     | 279                     |

## Gemeindepräsidenten
| Amtszeit  | Name              | Partei |
| --------- | ----------------- | ------ |
| 1969–1972 | Eduard Prumatt    | KVP    |
| 1972–1975 | Adolf Messerli    | CSP    |
| 1975–1980 | Gregor Schnyder   | CVP    |
| 1981–1992 | Paul Inderkummen  | CSP    |
| 1993–2000 | Raphael Locher    | CSP    |
| 2001–2008 | Edith Inderkummen | CSP    |
| 2009–2012 | Raphael Locher    | CSP    |

## Architektur
Das Dorfbild von Erschmatt ist von nationaler Bedeutung. 2008 erhielt der Verein «Erlebniswelt Roggen Erschmatt» den Raiffeisenpreis des Oberwalliser Heimatschutzes. 2013 baute Herbert Lötscher das weltweit erste Wohnhaus nach dem Sonnenhaus-Konzept Heliodom.

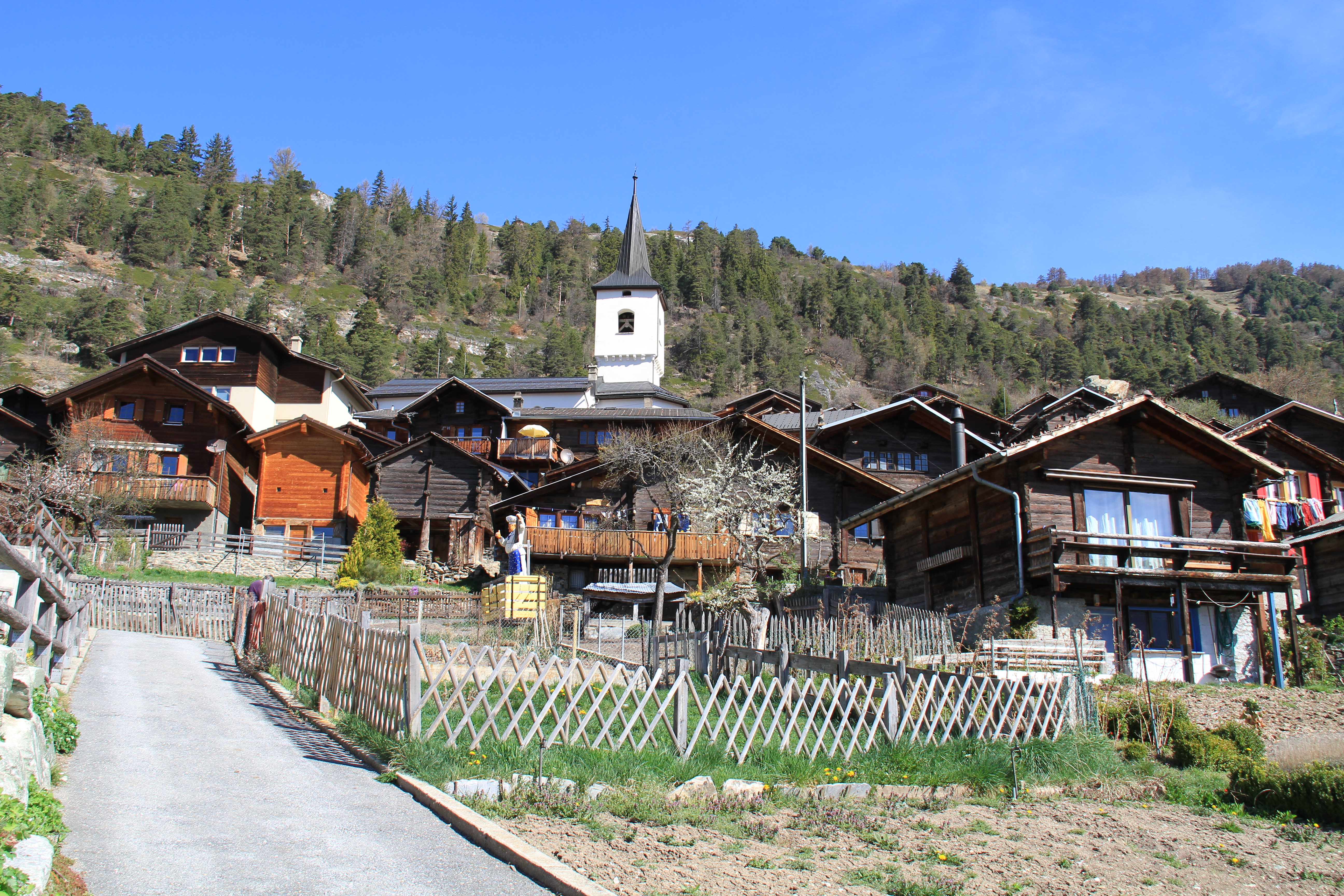
Erschmatt
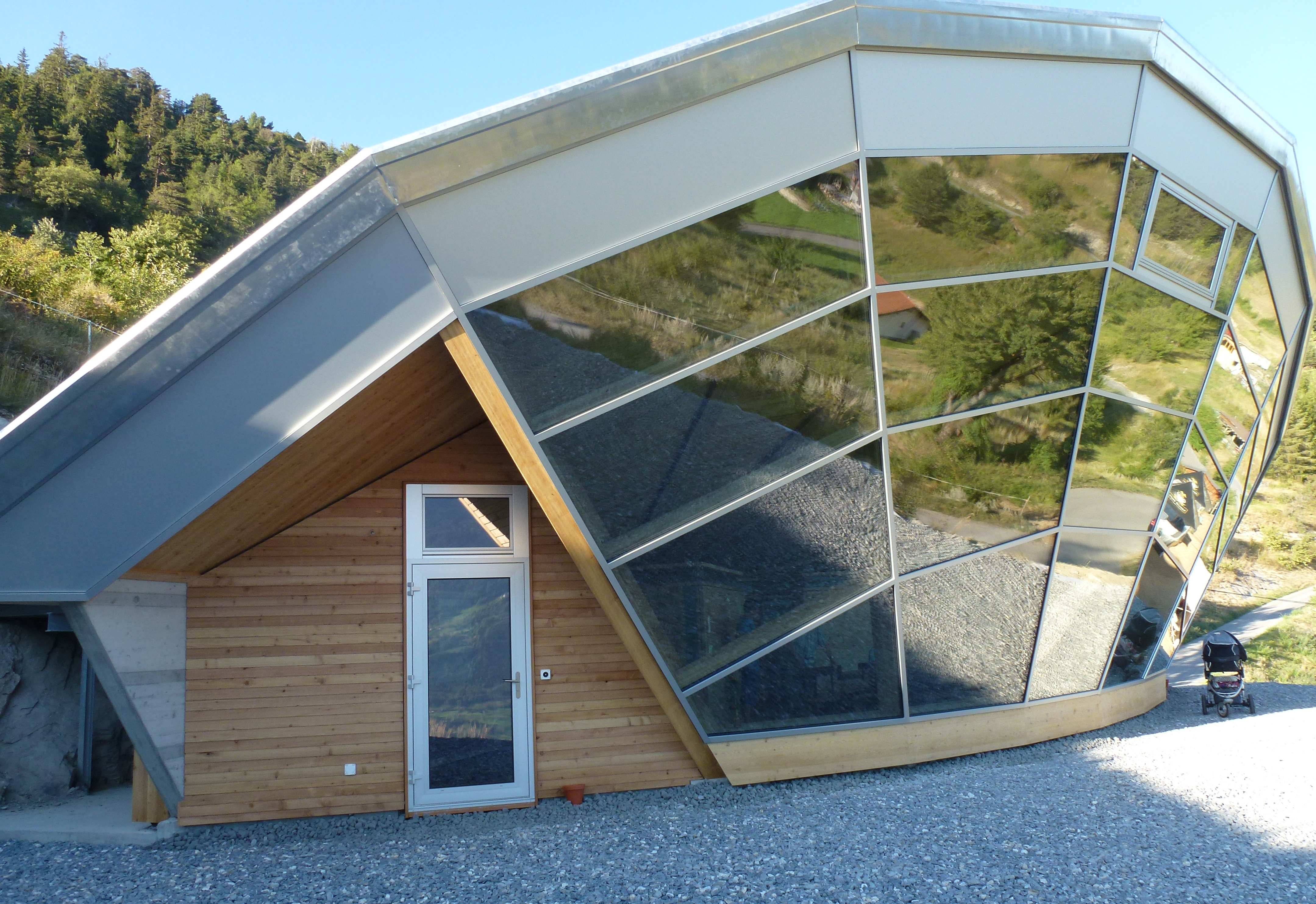
Heliodom in Erschmatt, Fensterseite mit südlicher Ausrichtung (Winter-Sonne)
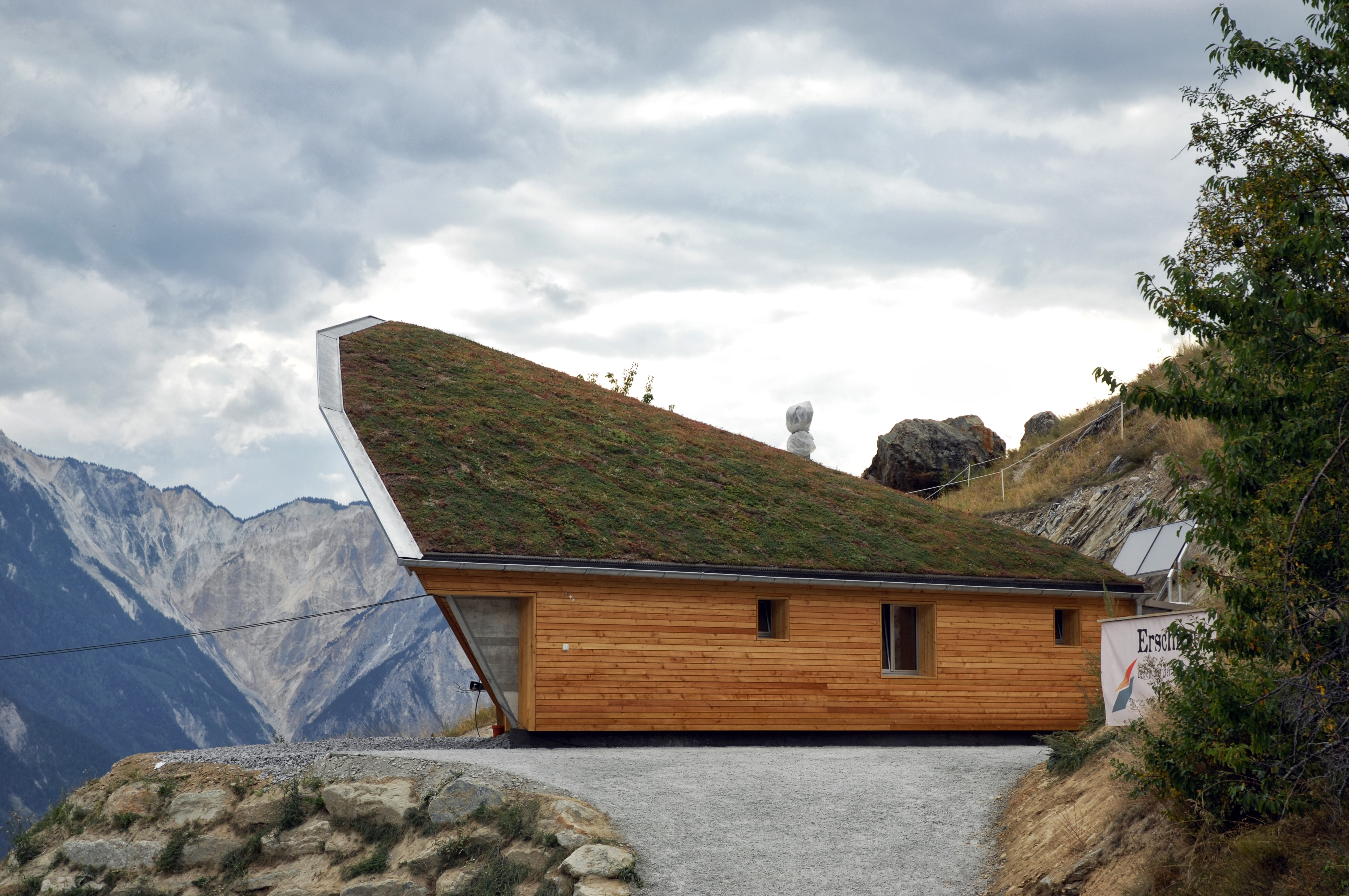
Heliodom in Erschmatt,  Dachseite mit nördlicher Ausrichtung (Sommer-Sonne)
Panorama von Erschmatt

## Traditionen und Bräuche
In Erschmatt findet jedes Jahr eine Fronleichnams-Prozession statt.

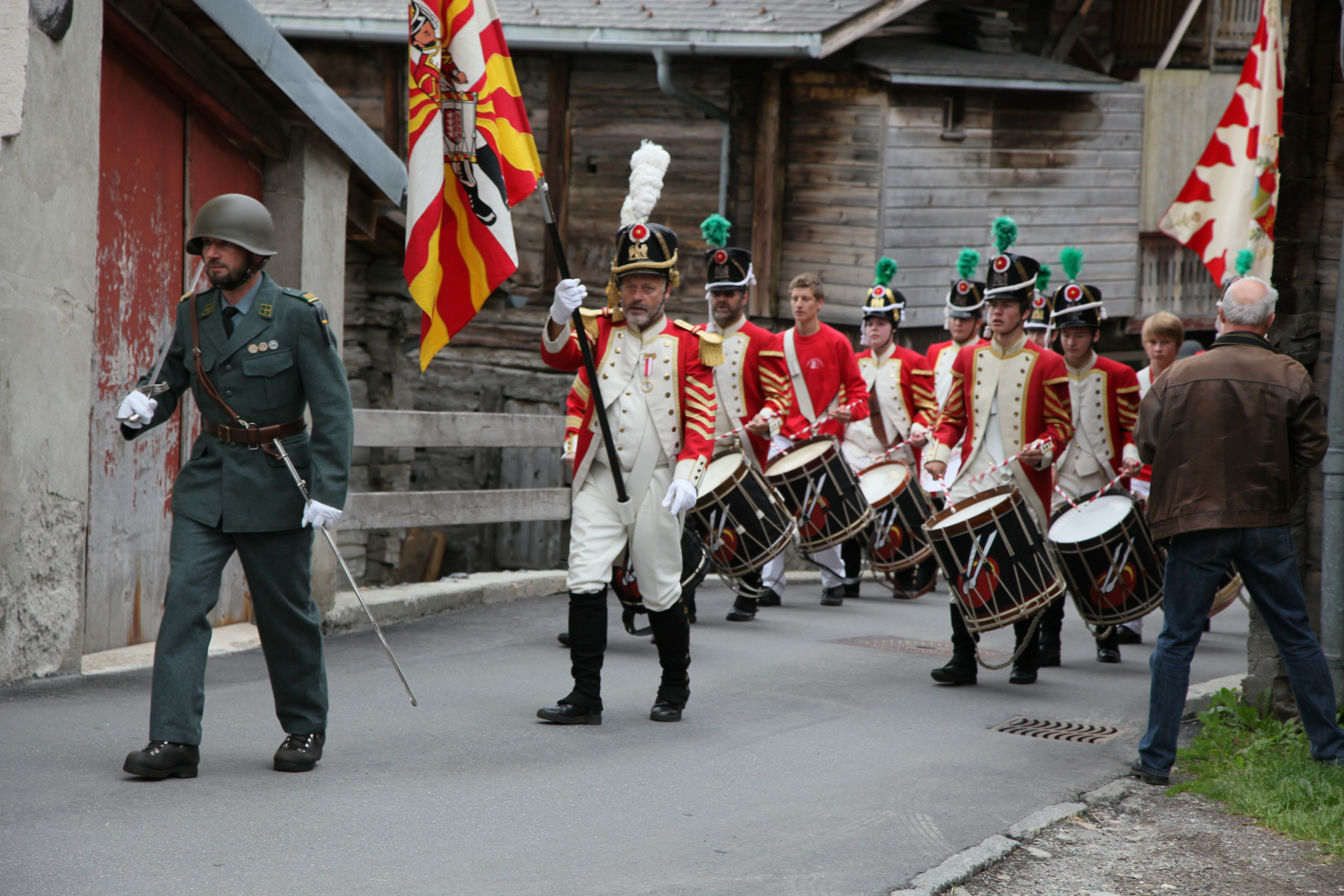
Fronleichnamsprozession 7. Juni 2012
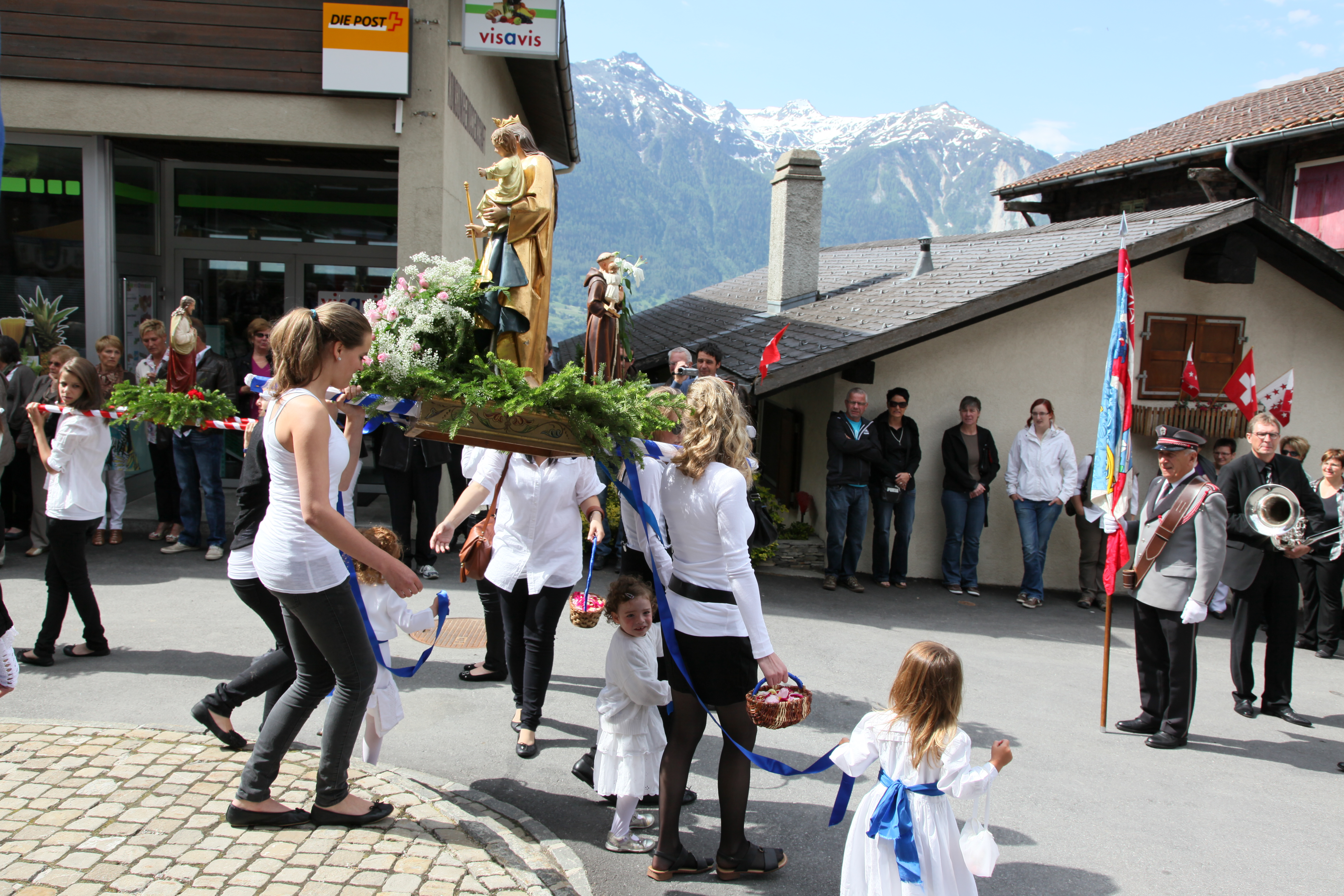
Mitgetragene Statuen an der Prozession 2012
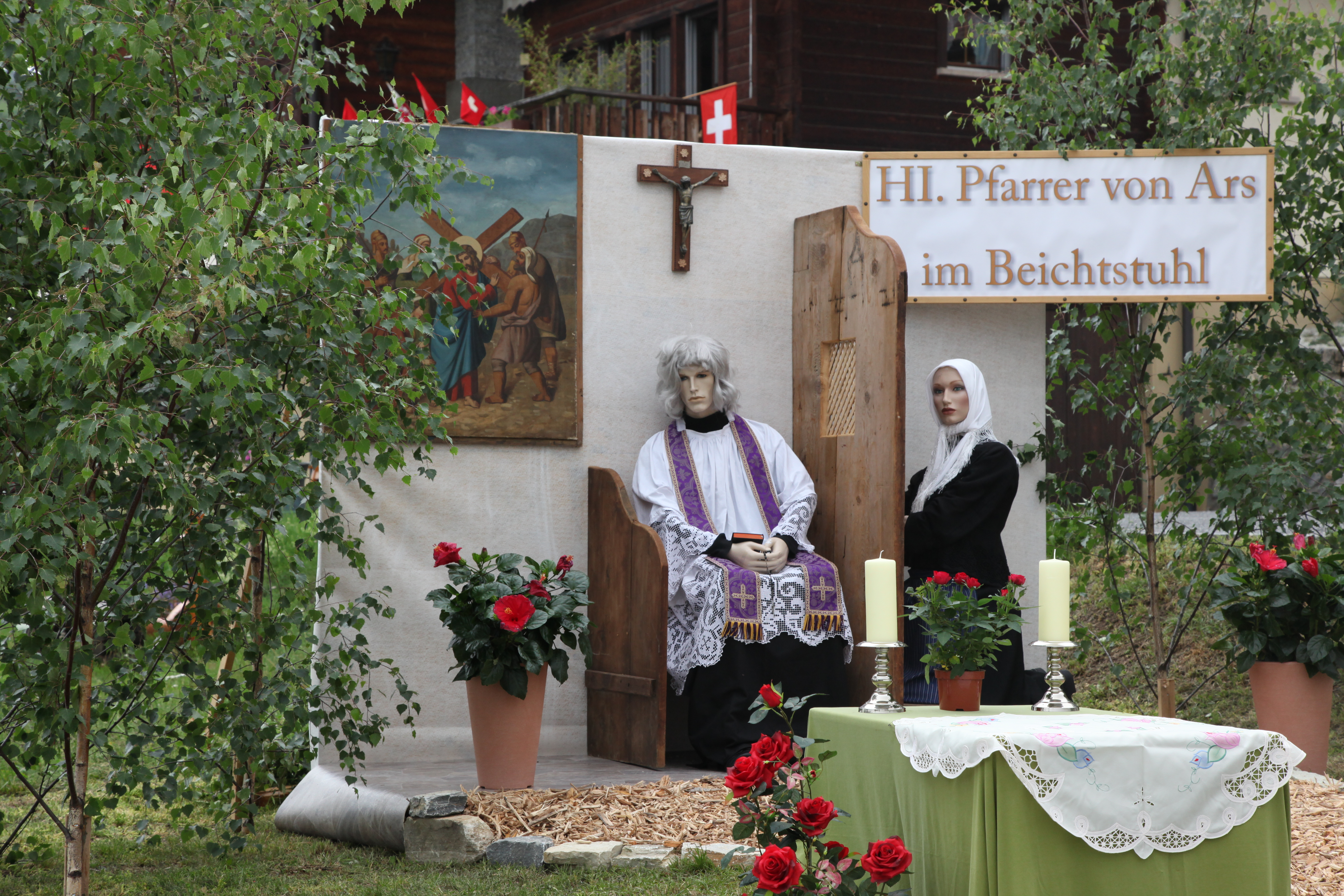
Station an der Prozession 2011

### Webarchiv
1. ↑  ISOS-Gutachten des BAK über das geschützte Ortsbild von Erschmatt (Memento vom 6. Januar 2014 im Internet Archive)
2. ↑  Ein Vierteljahrhundert Engagement (Memento vom 4. März 2016 im Internet Archive)
3. ↑  Walliser Bote 22. Juni 2013, abgerufen am 6. Januar 2014 und SRF "10vor10" 21. Juni 2013, abgerufen am 6. Januar 2014 (Memento vom 7. Januar 2014 im Internet Archive)